# Erecanana mordax
Erecanana mordax is een hooiwagen uit de familie Podoctidae.